# کیست تخمدان
کیست تخمدان بیماری است که از تشکیل یک یا چندین کیست غیرطبیعی در تخمدان سرچشمه می‌گیرد.
کیست‌های تخمدان ساکهایی حاوی مایع هستند که درون تخمدان یا روی آن رشد میکنند. انواع مختلفی از کیستهای تخمدان وجود دارد که شایعترین آن کیست‌های فولیکولی است که در یکی از فولیکولهای تولیدکننده تخمک ایجاد می‌شود. کیست‌های ساده (فولیکولی) با رشد قسمتی از تخمدان و تجمع مایع داخل آن مشخص می‌شوند، اندازه آن‌ها معمولاً بالای ۳ سانتی‌متر است و نباید با فولیکول تخمک که در زمان تخمک‌گذاری گاهی حتی به اندازه ۲۵ میلی‌متر می‌رسد، اشتباه شوند. بیشتر این کیست‌ها خودبه خود در خلال ۶ تا ۸ هفته از بین می‌روند و اغلب موجب بروز مشکلی نمی‌شوند البته گاه موجب درد شکمی میشوند.
کیستهای مرکب با حضور تیغه یا سپتوم در داخل کیست در سونوگرافی مشخص می‌شوند که آن‌ها را به حفره‌های متعدد تقسیم می‌کند؛ به‌طوری‌که کیست چند حفره‌ای ایجاد می‌شود
کیست های درمویید تخمدان با اینکه اکثرا خوش خیم هستند ولی اگر سایز بزرگی داشته باشند ۱۷درصد خطر پارگی یا چرخش تخمدان ( تورشن ) را به همراه ممکن است داشته باشند که در این صورت جراحی ( ترجیحا لاپاراسکوپی ) توصیه می شود

## تشخیص و درمان
این بیماری می‌تواند موجب دردهای شدید شکمی، اختلالات قاعدگی وموهای زاید ، ناباروری و ...شود. کیست تخمدان شما ممکن است حین معاینه لگنی یافت شود .  اگر پزشک به وجود کیست مشکوک باشد، اغلب تست‌هایی را برای تعیین دقیق وجود آن و نوع آن نظیر سونوگرافی درخواست می‌کند.عموماً پزشک به سایز کیست و محتوای داخلی آن ( جامد یا مایع یا مخلوط ) به منظور درمان کیست توجه می‌کند . کیست‌های پر از مایع معمولاً سرطانی نیستند . ولی کیست‌های پر شده از مواد جامد یا مخلوط جامد و مایع احتیاج به آزمایش‌های بعدی برای تعیین وجود سرطانی بودن کیست دارند.  معمولاً با سونوگرافی و عکس رنگی رحم قابل تشخیص است و به جز در موارد حاد که نیاز به جراحی می‌یابد با اقدامات تسکینی و دارو مشکل قابل حل است.
معمولاً قبل از دوران یائسگی به دلیل وجود قائدگی کیست‌های ساده ( بدون ندول و بدون دیواره یا سپتوم ) و با سایز کوچکتر از ده سانتی متر نیازی به عمل جراحی ندارند و تحت نظر پزشک از بین می روند. اما در دوران یائسگی بعضی اوقات پزشک با معاینات خود متوجه بزرگ شدن کیست می‌شود و پیشنهاد عمل جراحی برای برداشتن کیست را می‌دهد. معمولاً خانم‌های ۵۰ تا ۷۰ ساله بیشتر در خطر کیست‌های بدخیم و سرطانی هستند.

## رژیم غذایی برای درمان
سبزیجات، میوه ها و حبوبات را به رژیم غذایی روزانه خود اضافه نمایید چون حاوی فیبر زیادی می باشند در کاهش وزن نیز بسیار مؤثر میباشند.
از چربی های اشباع شده در رژیم غذایی کاملا خودداری نمایید چون باعث می شود شما دچار بیماری کیست تخمدان شوید.
قند خون را در بدن با خوردن غذای کمتری کنترل نمایید. سعی کنید در خوردن مواد غذایی دقت نمایید تا قندخون بدنتان بالا بروید.
ورزش گزینه بسیار مناسبی برای جلوگیری از بروز بیماری کیست تخمدان میباشند از غذاهای آماده در حد ممکن خودداری نمایید. ماهی را هفته ای ۲ تا ۳ بار به رژیم غذایی خود افزوده تا امگا۳ وارد بدنتان شود.
اگر قند خون شما ثابت بماند بهتر است روزانه یه وعده از پروتئین در غذاهای خود استفاده نمایید. تا حد امکان از لبنیاتی که چربی کمی دارند استفاده نمایید .
به جای سرخ نمودن مواد غذایی آنها را آبپز یا بخار پز کنید چون سرخ کردن غذاها موجب می شود چربی زیادی وارد بدن شده و موجب ایجاد کیست تخمدان می شود.